# Sant Cebrià de Lledó (cim)
Sant Cebrià de Lledó és una muntanya de 331 metres que es troba al municipi de Cruïlles, Monells i Sant Sadurní de l'Heura, a la comarca catalana del Baix Empordà. S'hi troba el petit nucli de Sant Cebrià de Lledó, on destaca l'Església de Sant Cebrià de Lledó, també anomenada Els Metges.